# Анохин, Вадим Владимирович
Вадим Владимирович Анохин (род. 2 января 1992) — российский фехтовальщик.

## Карьера
С 2001 года занимается фехтованием (первый тренер — Ольга Викторовна Абросикова), с 2008 года — член сборной России. Тренируется у И. Камалетдинова.
Участник Олимпиады 2016 года в Рио-де-Жанейро.
Образование — высшее (Смоленская государственная академия физической культуры спорта и туризма).